# Santiago (Rio Grande do Sul)
Santiago is een gemeente in de Braziliaanse deelstaat Rio Grande do Sul. De gemeente telt 51.160 inwoners (schatting 2009).

## Aangrenzende gemeenten
De gemeente grenst aan Bossoroca, Capão do Cipó, Itacurubi, Jaguari, Jari, Nova Esperança do Sul, São Francisco de Assis, Tupanciretã en Unistalda.